# 山舟生村
山舟生村（やまふにうむら）は福島県伊達郡にあった村。現在の伊達市梁川町山舟生にあたる。

## 地理
- 山：和田山、羽山

## 歴史
- 1889年（明治22年）4月1日 - 町村制の施行により山舟生村が単独で自治体を形成。
- 1955年（昭和30年）3月1日 - 梁川町・五十沢村・富野村・白根村・堰本村・粟野村と合併して梁川町が発足。同日山舟生村廃止。
- 2006年（平成18年）1月1日 - 梁川町が伊達町・保原町・霊山町・月舘町と合併して伊達市が発足。